# Steklin
Steklin – wieś w Polsce położona w województwie kujawsko-pomorskim, w powiecie toruńskim, w gminie Czernikowo.
W latach 1975–1998 miejscowość administracyjnie należała do województwa włocławskiego. Według Narodowego Spisu Powszechnego (2011) liczyła 1142 mieszkańców. Jest drugą co do wielkości miejscowością gminy Czernikowo.

## Część wsi
| SIMC    | Nazwa           | Rodzaj     |
| ------- | --------------- | ---------- |
| 0861819 | Steklin-Kolonia | przysiółek |

## Zabytki
Gród w Steklinie powstał około XII-XIII wieku. Nie był tak potężny jak Biskupin, był on niewielkim gospodarczym grodem w pobliżu Czernikowa. W połowie XIX wieku w Steklinie wzniesiono dwór wraz z zespołem parkowym.